# Thure Kumlien
Thure Ludwig Theodor Kumlien, född den 9 november 1819 i Härlunda socken, Skaraborgs län, död den 5 augusti 1888 i Milwaukee, Wisconsin, var en svenskamerikansk vetenskaps- och museiman. Han var far till Ludwig Kumlien.
Kumlien, som var lärjunge till Elias Fries i Uppsala, utvandrade 1843 till Amerika, bosatte sig i närheten av Koshkonongsjön i staten Wisconsin och ägnade sig åt jordbruk och naturhistoriska samlingar för olika museer i Europa, bland annat Naturhistoriska riksmuseet i Stockholm. Han blev 1867 professor i naturvetenskap vid Albion Academy och 1883 konservator vid museet i Milwaukee. Kumlien medarbetade i flera vetenskapliga samlingsverk, bland annat History of North American birds.